# 469748 Volnay
469748 Volnay este o planetă minoră (asteroid) din centura de asteroizi. A fost descoperită pe 9 august 2005 la Vicques⁠(d) de  și a fost numită după Volnay. 
Obiectul prezintă o orbită caracterizată de o semiaxă mare de 2,3948061569001 UAi, o excentricitate de 0,22946013477846, o înclinație de 0,34350483712915 ° în raport cu ecliptica.